# Sarah Jane Smith
Pour les articles homonymes, voir Sarah Smith (homonymie).
Sarah Jane Smith est un personnage de l'univers de la série télévisée britannique de science-fiction Doctor Who, interprété à l'écran par Elisabeth Sladen.
Elle accompagne les troisième et quatrième incarnations du Docteur durant quatre saisons, soit dix-huit sérials découpés en plusieurs épisodes, puis redevient une compagne aux côtés du dixième Docteur le temps de deux épisodes en 2008. Elle est l'un des personnages qui apparaît le plus dans Doctor Who et ses licences associées, et également l'un des compagnons les plus populaires de l'histoire de la série. Du fait de sa popularité, Sarah Jane est devenue le personnage central de deux séries dérivées de la série, K-9 and Company et The Sarah Jane Adventures.
L'interprète de Sarah Jane, Elisabeth Sladen, meurt le 19 avril 2011 avant d'avoir achevé la saison 5 de The Sarah Jane Adventures. Elle reste un personnage dont les premières et dernières apparitions sont espacées de 38 ans : apparue pour la première fois en 1973 dans Doctor Who (épisode The Time Warrior), et pour la dernière fois en 2011 dans l'ultime épisode de The Sarah Jane Adventures (sa dernière apparition dans Doctor Who était dans La Prophétie de Noël, en 2009).
Sarah Jane Smith apparaît dans 22 sérials et 84 épisodes de la série Doctor Who.

## Histoire dansDoctor Who

### Série "classique" (1963-1996)

#### Saison 11 (1973-1974)
Sarah Jane Smith apparaît pour la première fois en 1973 dans l'épisode de la onzième saison « The Time Warrior. » Se présentant comme journaliste, elle enquête en même temps que le troisième Docteur joué par Jon Pertwee sur une affaire concernant la disparition de savants, et est placée sous la protection d'UNIT. Elle s'introduit dans le TARDIS au moment où le Docteur constate qu'ils sont enlevés par un Sontarien échoué au Moyen Âge, et doit collaborer avec le Docteur. Elle ne devient l'assistante du Docteur qu'à la fin de l'épisode suivant, « Invasion of the Dinosaurs » dans lequel ils reviennent dans un Londres dévasté par des dinosaures.

#### Saison 12 (1974-1975)
Après la régénération du Docteur, elle continue de le suivre dans ses aventures avec un autre compagnon, un médecin de UNIT Harry Sullivan durant une saison. 

#### Saison 14 (1976-1977)
Puis, elle le suit seule jusqu'au deuxième épisode de la saison quatorze « The Hand of Fear » où il la laisse sur Terre après avoir entendu un message des Seigneurs du Temps, l'invitant à revenir sur Gallifrey. 

#### Saison 20 (1983)
Elle réapparaît néanmoins dans l'épisode The Five Doctors pour le vingtième anniversaire de la série aux côtés de Peter Davison le cinquième Docteur, puis dans le pilote de la série K-9 and Company. Elle fait une brève apparition dans « Dimensions in Time » en 1993 pour les trente ans de la série.

### Série "moderne" (à partir de 2005)

#### Saison 2 (2006)
Plus tard, elle revient dans la deuxième série aux côtés de David Tennant, le dixième Docteur. Dans l'épisode « L'École des retrouvailles » dans la saison 2, ils se retrouvent alors qu'ils enquêtent tous les deux sur une école bizarre où les enfants sont surdoués. Accompagnés de la nouvelle compagne du Docteur Rose Tyler et de son petit-ami Mickey Smith, ils découvrent que cette école est l'œuvre des Krilitanes, une race d'extra-terrestres qui copie l'apparence d'autres espèces pour les envahir. Les Krilitanes tentent, à l'aide des enfants qu'ils empoisonnent avec leur huile, de percer le mystère du « Skasis Paradigm », la théorie du tout qui leur permettrait de contrôler l'Univers. Grâce à l'aide de K-9, que Sarah gardait en souvenir de ses voyages, et que le Docteur répare, ils réussissent à les détruire. Sarah Jane semble avoir développé une plus forte personnalité.

#### Saison 4 (2008)
Peu après, elle revient dans le double-épisode clôturant la saison 4,  pour aider le dixième Docteur et Donna Noble à sauver la planète Terre, enlevée par les Daleks qui veulent détruire la réalité.

#### La Prophétie de Noël(nouvel an 2010)
Sa toute dernière apparition est dans l'épisode spécial de Noël, La Prophétie de Noël, en 2010, épisode concluant l'ère David Tennant, laissant place au onzième Docteur joué par Matt Smith.

## The Sarah Jane Adventures
Le succès de L'École des Retrouvailles pousse la production d'une série totalement centrée autour de Sarah Jane. The Sarah Jane Adventures se situe plusieurs années après ce dernier épisode, où Sarah Jane continue son travail de journaliste et décide de se battre pour défendre la Terre. Elle fait maintenant équipe avec deux jeunes adolescents de son quartier (Maria Jackson et Clyde Langer) pour enquêter sur tout ce qui lui paraît étrange. Elle peut aussi compter sur le soutien de Mr Smith, un ordinateur ultra performant, le chien K-9 apparaissant assez rarement pour des raisons contractuelles (son créateur, Bob Baker souhaitant qu'il serve pour la série K-9).
Dans le premier épisode, Sarah Jane découvre un jeune enfant créé artificiellement par des extra-terrestres Banes pour devenir une sorte d'archétype des êtres humains. Elle décide d'adopter ce garçon qu'elle nomme Luke Smith. D'abord assez froide quant à l'idée de partager son dangereux univers avec des adolescents, sa relation naissante avec son fils adoptif et ses amis lui apprennent à lier des amitiés et à se former une famille. Elle gagne beaucoup de confiance en elle, passant de l'assistante effrontée du Docteur à une femme forte et investigatrice.
Il est fait de nombreuses fois références dans cette série au Docteur, ainsi qu'à son ancienne appartenance aux services de UNIT. Le Docteur revient par deux fois, une fois sous la forme du 10e Docteur (joué par David Tennant]) et une fois sous la forme du 11e (joué par Matt Smith) et Sarah y croise quelques anciens personnages de la série comme le Brigadier Lethbridge-Stewart ou Jo Grant. On peut les voir affronter de nombreux ennemis récurrents comme le Trickster, les Slitheens, les Judoons ou les Sontariens.

### Webisode "Farewell Sarah Jane" (2020)
En 2020, pendant la pandémie de coronavirus, la chaîne YouTube Doctor Who met en ligne un webisode intitulé Farewell Sarah Jane (littéralement Adieu Sarah Jane, en français) écrit par Russel T Davies. On découvre dans cet épisode le décès du personnage intervenu en même temps que celui de son interprète et le déroulement de ses funérailles. Parmi les invités, d'anciens compagnons du Docteur parmi lesquels Tegan, Nyssa, Kate Lethbridge-Stewart, Martha Jones, Mickey Smith et Jack Harkness.

## K-9 and Company
K-9 And Company est le premier spin-off dérivé de Doctor Who en 1981. N'ayant jamais abouti, la série ne compte qu'un unique épisode, A Girl's Best Friend, considéré comme un épisode spécial de Noël car il est diffusé le 28 décembre de la même année.
Cette série devait raconter les aventures de Sarah Jane Smith, la compagne du troisième puis quatrième Docteur qui l'a abandonnée sur Terre.

## Casting et réception

### Casting
À l'origine, le personnage devait être interprété par l'actrice April Walker, mais l'acteur qui jouait le troisième Docteur, Jon Pertwee et le producteur Barry Letts s'aperçurent que celle-ci n'avait pas vraiment d'alchimie avec l'acteur principal. Ils engagèrent Elisabeth Sladen qui leur avait été conseillé par le producteur de Z-Cars Bill Slater.

### Réception
Sarah Jane reste constamment l'un des compagnons les plus populaires de la série Doctor Who,. Elisabeth Sladen jugeait que sa popularité allait avec celle de Jon Pertwee et Tom Baker qui étaient des Docteurs populaires. On la retrouve en tête de nombreuses listes des meilleurs compagnons de la série, comme celle de Daniel Martin du Guardian en 2007 qui saluait sa "nature joyeuse" ou celle de Gavin Fuller du Daily Telegraph qui trouvait qu'elle restait constante dans sa "détermination et sa bravoure". 
En 2012, le scénariste Toby Whithouse, qui a écrit l'épisode L'École des retrouvailles déclare qu'elle est son compagnon préféré de la série classique. 
Concernant l'impact du personnage, il dit : 
"Parce que c'était un compagnon comique, je pense qu'elle a redéfini le rôle du compagnon, mieux que n'importe qui après elle. Il y a des éléments de Sarah Jane Smith dans chaque compagnon du Docteur après elle jusqu'à Amy. Elle a changé le compagnon du Docteur qui était un personnage peureux et hystérique en quelqu'un de courageux, sûr de lui, et assez fort pour être l'égal du Docteur. Et à l'époque, c'était quelque chose d'assez extraordinaire, ça n'était pas comme ça que le compagnon, ou que les femmes, étaient censés être joués. Vous deviez être là pour être une victime, vous deviez être là pour faire partie de la décoration. Je pense que Lis Sladen a fait quelque chose d'extraordinaire avec le personnage. Nous avons oublié à quel point c'était révolutionnaire à l'époque."

## Liste des apparitions

### Doctor Who(1973-2010)
- 1973-1974 : Saison 11 de Doctor Who
- 1974-1975 : Saison 12 de Doctor Who
- 1975-1976 : Saison 13 de Doctor Who
- 1976 : The Masque of Mandragora
- 1976 : The Hand of Fear
- 1983 : The Five Doctors
- 1993 : Dimensions in Time
- 2006 : L'École des retrouvailles
- 2008 : La Terre Volée
- 2008 : La Fin du Voyage
- 2010 : La Prophétie de Noël, 2e partie

### K-9 and Company(1981)
- A Girl's Best Friend

### The Sarah Jane Adventures(2007-2011)
- 2007 : Invasion of the Bane
- 2007 : Saison 1 de The Sarah Jane Adventures
- 2008 : Saison 2 de The Sarah Jane Adventures
- 2009 : From Raxacoricofallapatorius with Love
- 2009 : Saison 3 de The Sarah Jane Adventures
- 2010 : Saison 4 de The Sarah Jane Adventures
- 2011 : Saison 5 de The Sarah Jane Adventures (incomplète)